# Douglas Preston
Pour les articles homonymes, voir Preston.
Œuvres principales
- Cycle Pendergast

Douglas Preston, né le 20 mai 1956 à Cambridge dans le Massachusetts, est un écrivain américain. Il est l'auteur de plusieurs romans dans les genres de l’horreur et du techno-thriller qu'il écrit seul ou en collaboration avec Lincoln Child.

## Biographie
Douglas Preston est diplômé de la Cambridge School de Weston (en) dans le Massachusetts, et du Pomona College de Claremont (Californie). Il commence sa carrière d'écrivain à l'American Museum of Natural History de New York à partir de 1978. Il y travaille jusqu'en 1985 en tant qu'écrivain, éditeur, puis directeur de publication du catalogue des expositions. Il est au même moment journaliste au magazine Natural History (en).
Il publie en 1985 Dinosaurs In The Attic: An Excursion into the American Museum of Natural History (Les dinosaures du grenier : une excursion dans le Muséum d'histoire naturelle), une histoire des explorateurs et de leurs expéditions à l'origine du Muséum.
En 1986 il s'installe au Nouveau-Mexique et devient écrivain à plein temps. Cherchant à comprendre les premiers instants de la rencontre entre Européens et Indiens d'Amérique, il retrace à cheval le parcours violent et infructueux du conquistador Francisco Vásquez de Coronado à la recherche des mythiques Seven cities of gold, les sept Cités d'or. Ce voyage de plus de mille cinq cents kilomètres dans le Sud-Ouest des États-Unis lui permettra d'écrire Cities of Gold: A Journey Across the American Southwest (Les Cités d'or : un voyage au cœur du Sud-Ouest américain).
Ultérieurement, Douglas Preston entreprend de nombreux voyages à cheval à la recherche de traces historiques ou préhistoriques. Il participe à des expéditions dans d'autres régions du monde, comme celle dans le profond territoire Khmer au milieu de la jungle cambodgienne avec un petit groupe de soldats, l'amenant à être le premier occidental à visiter un temple d'Angkor oublié. Il serait entré le premier dans la chambre funéraire du tombeau égyptien KV5 dans la Vallée des rois.
En plus de ses collaborations avec Lincoln Child, il a écrit plusieurs romans, ainsi que des essais dont la plupart traitent de l'histoire du Sud-Ouest des États-Unis. Il écrit régulièrement dans les magazines Smithsonian, The Atlantic Monthly, et The New Yorker où il tient une rubrique traitant de l'archéologie, et collabore parfois au Harper's Magazine et à National Geographic.
Douglas Preston a deux frères : David Preston (médecin) et Richard Preston, lui aussi auteur à succès de romans et d'essais. Il compte parmi ses ancêtres le journaliste Horace Greeley (1811-1872). Il vit à Santa Fe au Nouveau-Mexique.

## Œuvres
La plupart des essais et romans de Douglas Preston ont été des succès et sont traduits en plusieurs langues. Son traducteur français est Sebastian Danchin.[réf. nécessaire] Il est coauteur avec Lincoln Child de nombreux livres policiers thrillers et de techno-fiction, dont la fameuse série du cycle Pendergast.

### Seul

#### Romans indépendants
- Jennie, 1997 ((en) Jennie, 1994)
- Le Codex, 2007 ((en) The Codex, 2004)
- T-Rex, 2009 ((en) Tyrannosaur Canyon, 2005)
- Credo : Le Dernier Secret, 2009 ((en) Blasphemy, 2008)
- Impact, 2011 ((en) Impact, 2010)
- Le Projet K, 2015 ((en) The Kraken Project, 2014)
- Extinction, 2024 ((en) Extinction, 2024)
- (en) Paradox, 2026Écrit avec sa fille, Aletheia Preston

#### Essais
- (en) Dinosaurs In The Attic: An Excursion into the American Museum of Natural History, 1986
- (en) Death Trap Defies Treasure Seekers for Two Centuries, 1988
- (en) Cities of Gold: A Journey Across the American Southwest in Pursuit of Coronado, 1992
- (en) Talking to the Ground: One Family's Journey on Horseback Across the Sacred Land of the Navajo, 1996
- (en) We throw stones, not Quarks, 2004Essai repris dans son roman Credo : le dernier secret
- La Cité perdue du dieu singe, Albin Michel, 2018 ((en) The Lost City of the Monkey God : A True Story, 2017)
- Le Tombeau oublié et autres Histoires d'ossements et de meurtres, L'Archipel, 2025 ((en) The Lost Tomb And Other Real-Life Stories of Bones, Burials, and Murder, 2023)

### En collaboration avec Lincoln Child

#### Cycle Pendergast
- Superstition, Robert Laffont, 1996 ((en) Relic, 1995)La première édition en français se nommait Superstition (ISBN 978-2221079508), plus tard été réédité en français sous le titre Relic par plusieurs éditeurs  (ISBN 978-2266078931),  (ISBN 978-2290014257),  (ISBN 978-2809800487)
- Le Grenier des enfers, Robert Laffont, 1999 ((en) Reliquary, 1997)
- Les Croassements de la nuit, L'Archipel, 2005 ((en) Still Life with Crows, 2003)
- Trilogie Diogène :
  - Le Violon du diable, J'ai lu, 2004 ((en) Brimstone, 2004)
  - Danse de mort, L'Archipel, 2007 ((en) Dance of Death, 2005)
  - Le Livre des trépassés, L'Archipel, 2008 ((en) The Book of the Dead, 2006)
- Croisière maudite, L'Archipel, 2009 ((en) The Wheel of Darkness, 2007)
- Valse macabre, L'Archipel, 2010 ((en) Cemetery Dance, 2009)
- Trilogie Helen :
  - Fièvre mutante, L'Archipel, 2011 ((en) Fever Dream, 2011)
  - Vengeance à froid, L'Archipel, 2012 ((en) Cold Vengeance, 2011)
  - Descente en enfer, L'Archipel, 2013 ((en) Two Graves, 2012)
- Tempête blanche, L'Archipel, 2014 ((en) White Fire, 2013)
- Labyrinthe fatal, L'Archipel, 2015 ((en) Blue Labyrinth, 2014)
- Mortel Sabbat, L'Archipel, 2016 ((en) Crimson Shore, 2015)
- Noir Sanctuaire, L'Archipel, 2017 ((en) The Obsidian Chamber, 2016)
- Nuit sans fin, L'Archipel, 2018 ((en) City of Endless Night, 2017)
- Offrande funèbre, L'Archipel, 2019 ((en) Verses for the Dead, 2018)
- Rivière maudite, L'Archipel, 2020 ((en) Crooked River, 2020)
- À devenir fou in Face à Face, Fleuve Noir, collection 12/21, 2020 (Face Off, 2014), Policier, Thriller, trad. Maxime Berrée  (ISBN 2265154709)Écrit avec Lincoln Child & R. L. Stine. Anthologie réunie par David Baldacci — onze nouvelles rédigées par des équipes de deux à trois auteurs.
- La Cité hantée, L'Archipel, 2022 ((en) Bloodless, 2021)
- Trilogie du Dr Leng :
  - La Chambre des curiosités, L'Archipel, 2003 ((en) The Cabinet of Curiosities, 2002)
  - Le Cabinet du Dr Leng, L'Archipel, 2023 ((en) The Cabinet of Dr. Leng, 2023)
  - L'Ange de la vengeance, L'Archipel, 2025 ((en) Angel of Vengeance, 2024)
- (en) Pendergast: The Beginning, 2026

#### Cycle Gideon Crew
- R pour revanche, L'Archipel, 2012 ((en) Gideon's Sword, 2011)
- C comme cadavre, L'Archipel, 2013 ((en) Gideon's Corpse, 2012)
- S comme survivre, L'Archipel, 2014 ((en) The Lost Island, 2014)
- A comme apocalypse, L'Archipel, 2016 ((en) Beyond the Ice Limit, 2016)
- T comme Tombeau, L'Archipel, 2018 ((en) The Pharaoh Key, 2018)

#### Cycle Nora Kelly
En 2019, Preston et Child publient le premier volet d'une série dont l'héroïne est Nora Kelly, chercheuse au musée américain d'histoire naturelle, apparue dans le roman Les Sortilèges de la cité perdue en 1998.
- Tombes oubliées, L'Archipel, 2020 ((en) Old Bones, 2019)
- Le Dard du scorpion, L'Archipel, 2021 ((en) The Scorpion's Tail, 2021)
- L'Antre du Diable, L'Archipel, 2022 ((en) Diablo Mesa, 2022)
- La Montagne de la mort, L'Archipel, 2024 ((en) Dead Mountain, 2023)
- Le Désert de la mort, L'Archipel, 2025 ((en) Badlands, 2025)

#### Autres romans avec Lincoln Child
- Cauchemar génétique ((en) Mount Dragon, 1996)
- Le Piège de l'architecte ((en) Riptide, 1998)
- Les Sortilèges de la cité perdue ((en) Thunderhead, 1999)Préalablement édité par France Loisirs sous le titre Tonnerre sur la cité perdue (ISBN 978-2-7441-4041-9)
- Ice Limit ((en) The Ice Limit, 2000)

### En collaboration avec Mario Spezi

#### Essai
- Le Monstre de Florence, 2008 ((en) The Monster of Florence, 2008)Douglas Preston a été un critique féroce envers le système judiciaire italien lors de l'affaire Amanda Knox et le meurtre de Meredith Kercher : Amanda Knox, une étudiante américaine de Seattle, fut accusée du meurtre de sa camarade de chambre britannique Meredith Kercher en novembre 2007 à Pérouse (Italie). Alors qu'il écrivait le monstre de Florence en 2006, Preston entra en conflit avec le procureur Giuliano Mignini qui s'occupait de l'enquête du Monstre de Florence et plus tard du cas d'Amanda Knox.

## Prix et nomination

### Nomination
- Prix Thriller 2014 du meilleur roman pour White Fire[4]